# Honorat Joan
Honorat Joan i Tristull (València, 1507 — Burgo de Osma, 30 de juliol de 1566) fou un noble valencià, preceptor dels prínceps Felip i Carles, i bisbe d'Osma.

## Biografia
Honorat Joan, fill de Gaspar Joan Escrivà, senyor de Cotes, originari de Xàtiva, habitant de València i pertanyent a la baixa noblesa, que ocupà alguns càrrecs públics a la ciutat, i d'Isabel Tristull, habitant de València; neix a València, al voltant de 1507, poc després del casament dels seus pares, en el mateix 1507, i fou el fill major d'una família nombrosa: Gaspar, Leonor, Isabel, Joana i Angèlica.
No es tenen dades de la seva infantesa ni dels primers anys de joventut. Es creu que inicià els seus estudis a l'Estudi General de València. L'any 1522 es trasllada a la Universitat de Lovaina, on tingué com a mestre, al també valencià, Lluís Vives, un dels màxims pensadors europeus de l'època. A Lovaina perfecciona els seus coneixements de llatí i grec, matemàtiques, filosofia, teologia, dret i política, però no es coneixen exactament els estudis que realitzà, ni si aconseguí cap títol acadèmic.
Acabats els seus estudis, Honorat entra al servei de Carles V, a l'exèrcit, on participarà en alguna campanya a Flandes. L'any 1530, finalitzats els seus serveis a l'Emperador, retorna breument a Lovaina, i de camí cap a casa, passa una temporada a París, visita a mig camí entre erudita i lúdica, acompanyat d'un company d'estudis, Pedro Maluenda, el futur teòleg tridentí.
La tornada es feia obligada per la mort del seu pare, a l'agost de 1530, que el situava com a cap de la família; per una greu infermetat del seu germà Gaspar; i per l'enfrontament amb la seva madrastra, Beatriz Oliver, respecte a l'herència paterna.
A València estant, manté el contacte epistolar amb Lluís Vives, sovinteja els cercles humanistes de la ciutat, i es converteix en un influent partidari de la renovació de l'ensenyament del llatí, decidit a apartar l'ús de textos d'Erasme i Poliziano, i substituir-los pels de Ciceró, mestre en l'expressió i en el pensament. En aquesta època manté una relació amb Joana de Roures, amb qui té un fill, Jaume.
Honorat Joan és nomenat gentilhombre de Carles V, i l'acompanya en l'expedició a Alger, a les darreries de 1541. L'any següent, 1542, potser per recomanació de Lluís Vives, és nomenat preceptor del príncep Felip, juntament amb els humanistes Ginés de Sepúlveda i Joan Calvet d'Estrella, sota la direcció de Martínez Silício, que ja ho era des d'anys abans. Després de casat el príncep Felip, Honorat es manté com a preceptor.
Estant a la Cort, Honorat Joan intenta aconseguir mercès reials i, així, des de 1545, realitza gestions per a obtenir la tinença i batllia de Morvedre, que no li la concedeixen. En 1547 obté l'escrivania de la justícia civil i criminal d'Alacant, amb la possibilitat de nomenar substitut, i així arrendar el càrrec i mantenir-se en la Cort integrat en la Casa del príncep.
Honorat acompanya el príncep Felip en el seu primer viatge fora de la península Ibèrica, des de finals de 1548 fins a juliol de 1551, pel nord d'Itàlia, Alemanya i els Països Baixos.
En 1552 obté altra mercè de la Cort, el càrrec de mestre de la seca de València, que ocupa, en qualitat de regent, el seu germà Gaspar.
El príncep Felip, el 3 de juliol de 1554, abans de sortir cap a Anglaterra per a casar-se amb la reina Maria, renova el personal que s'ocupa de l'educació del seu fill, l'infant Carles, i elegeix Honorat Joan com al seu mestre de llatí, amb una remuneració de 240 escuts. Pel fet d'estar Honorat dolent, aquest no comença les tasques de preceptor fins al mes d'agost. Per a millorar el seu estatus en la Casa de l'infant, se li suggereix la possibilitat de seguir la carrera eclesiàstica. En 1557 se li concedeix una pensió de 700 escuts sobre els fruits del bisbat de Lleó, i en 1558, Felip II li ofereix altres 1.300 ducats de pensió sobre l'Arquebisbat de Tarragona. Gràcies a la seva situació en la Cort i a la proximitat amb la família reial, exerceix de vegades d'intermediari entre persones o grups, majorment valencianes, i la mateixa família reial.
El 5 de juliol de 1559 és ordenat sacerdot i celebra la seva primera missa amb l'assistència del seu alumne, el príncep Carles, en l'església val·lisoletana de Sant Bernat, actuant com a padrí, Pedro Ponce de León, bisbe de Plasència.
L'any 1560 el príncep Carles es trasllada a Alcalá de Henares juntament amb Joan d'Àustria i Alexandre Farnese, per a completar els seus estudis, acompanyats entre d'altres, per Honorat Joan, en qualitat de preceptor dels tres joves. El 19 d'abril de 1562 el príncep pateix un accident greu durant una escapada nocturna, i els consegüents rumors en la Cort de negligència del preceptor, i la malmesa salut d'aquest, el mouen a demanar llicència dels seus serveis fins a estar restablit, petició concedida a principis de 1563, quan aprofita per a retirar-se uns mesos a Jaraíz de la Vera a descansar. Honorat Joan torna a la Cort al juny, per a continuar encarregant-se de l'educació del príncep.
El mateix juny de 1563 o poc després li comuniquen la decisió reial de presentar-lo per a bisbe d'Osma, qüestió resolta a l'octubre del mateix any, quan és presentat a Roma. Al febrer de 1564 el rei li comunica que a Roma la concessió del bisbat està paralitzada per necessitar Honorat Joan una certificació universitària. Així, el 6 de març de 1564 la Universitat d'Alcalá de Henares atorga a Honorat Joan l'aprovació de les seves lletres, tal com exigia el Concili de Trento en els nomenaments de bisbes.
De tota manera, Honorat Joan és nomenat bisbe d'Osma l'1 de març de 1564, i els dies 3 i 6 de març Pius IV envia dos breus amb el nomenament i la dispensa papal per a prendre possessió del bisbat i ésser consagrat abans que arribe la butlla. El mes d'abril és consagrat a la ciutat de Toledo, l'1 de maig pren possessió del bisbat mitjançant procurador, el capellà reial Antonio Manrique, i entra en el bisbat el 21 de juny.
Quan Honorat Joan accepta el bisbat d'Osma ha de renunciar a les mercès concedides pel monarca: l'escrivania de la justícia civil i criminal d'Alacant, i el mestratge de la seca de València; però aconsegueix que es mantinguin en la seva família, en mans del seu nebot Lluís Joan, fill del seu germà Gaspar.
Honorat Joan ocupa pocs anys el bisbat d'Osma, i en aquest període publica un breu catecisme de la doctrina cristiana, en 1565, assisteix al concili provincial de Toledo, que iniciat el 8 de setembre de 1565, finalitza el 25 de març de 1566, i s'enfronta amb el capítol per qüestions de jurisdicció. Essent bisbe, manté les seves ocupacions a la Cort, com a preceptor del príncep i conseller del rei; i per tal motiu, passa diversos períodes fora del bisbat, com ara la seva estada a Madrid els mesos de gener a abril de 1565, i en febrer de 1566; i Felip II demana a Roma llicència perquè el bisbe pogués estar uns mesos a l'any acompanyant al príncep Carles, concedida per Pius V el 13 de març de 1566.
Estant prostrat al llit, el 28 de juliol de 1566, redacta un codicil. I mor dos dies després, el 30 de juliol, a Burgo de Osma, i fou soterrat a la capella del Santíssim Crist del Miracle, prop de l'altar major, a la catedral.